# Tonie Marshall
Ne doit pas être confondu avec Tony Marshall.
Pour les articles homonymes, voir Marshall.
Tonie Marshall est une actrice, réalisatrice et scénariste franco-américaine née le 29 novembre 1951 à Neuilly-sur-Seine et morte le 12 mars 2020 à Paris 20e.
Elle est la première femme à avoir reçu le César de la meilleure réalisation pour Vénus Beauté (Institut) en 2000.

## Biographie

### Jeunesse et formation
Anthony-Lee, dite Tonie, Marshall est la fille de l'actrice française Micheline Presle (1922-2024) et de l'acteur, réalisateur et producteur américain William Marshall (1917-1994).
Enfant, elle grandit à côté du cinéma d'art et d'essai le studio des Ursulines à Paris, sa chambre donnant sur la cabine du projectionniste. Pendant son adolescence, elle suit des cours de danse avant de s'inscrire à des leçons d'art dramatique auprès de Jean-Laurent Cochet (1935-2020)

### Carrière
Tonie Marshall débute au cinéma en tant que comédienne aux côtés de sa mère sous la direction de Jacques Demy en 1972, dans L'Événement le plus important depuis que l'homme a marché sur la Lune. En 1974, elle rejoint la troupe du Théâtre populaire de Reims de Robert Hossein (1927-2020) et crée en 1978 un duo avec Anémone (1950-2019) intitulé Bye, Bye, Baby. Puis elle joue de nombreux seconds rôles dans des séries télévisées et quelques comédies dont Les Sous-doués de Claude Zidi en 1980, où elle campe une prof d'histoire-géographie malmenée par la bande de cancres dirigée par Daniel Auteuil. À la télévision, on la voit dans les séries humoristiques de Jean-Michel Ribes Merci Bernard et Palace.
En 1986, elle enregistre avec Steve Beresford, John Zorn et David Toop, l'album Deadly Weapons, en tant que récitante. Elle participe également l'année suivante à L'Extraordinaire Jardin de Charles Trenet de Steve Beresford, comme vocaliste.

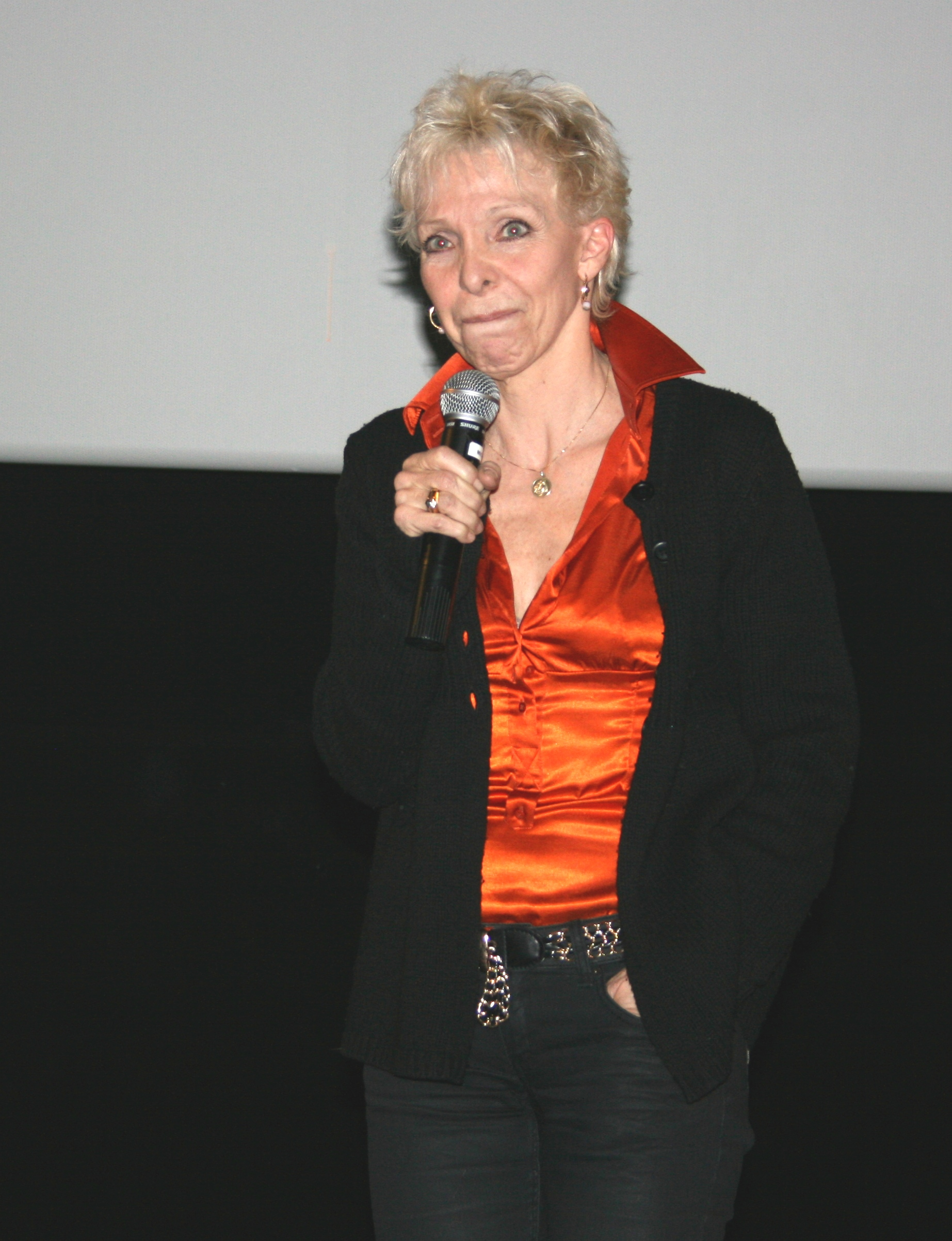
Tonie Marshall à l'avant-première de Passe-passe (2008) à Paris.

Elle passe à la réalisation en 1990 avec Pentimento, offrant à Antoine de Caunes son premier rôle au cinéma. Elle écrit elle-même ses films, pour la plupart des comédies de mœurs ou des chroniques douces-amères de personnages paumés, déprimés ou écorchés vifs comme Pas très catholique et Enfants de salaud, tous deux interprétés par Anémone.
En 2000, elle devient la première femme à recevoir le César de la meilleure réalisation pour la comédie dramatique à succès Vénus Beauté (Institut), qui souffle par ailleurs le César du meilleur film aux deux favoris : Jeanne d'Arc de Luc Besson et La Fille sur le pont de Patrice Leconte. Le film remporte également le César du meilleur scénario et vaut à la débutante Audrey Tautou le César du meilleur espoir féminin. Vénus Beauté fera l'objet d'une adaptation télévisée en 2005 pour la chaîne Arte, sous le titre Vénus et Apollon.
En 2002, elle réunit Catherine Deneuve et William Hurt dans Au plus près du paradis, comédie romantique conçue comme un hommage à Elle et lui de Leo McCarey. L'année suivante, elle met en scène une parodie de téléachat sur fond de crise conjugale avec France Boutique, interprétée par Karin Viard, François Cluzet et Judith Godrèche.
En 2008, elle retrouve l'une de ses actrices fétiches : Nathalie Baye, dans Passe-passe. Tonie Marshall a dirigé la société de production qu'elle a créée en 1993 : TaboTabo Films.
En 2019, elle co-met en scène le spectacle Fashion Freak Show avec Jean-Paul Gaultier.
Tonie Marshall meurt le 12 mars 2020 à Paris 20e des suites d'un cancer du poumon,.

### Engagements

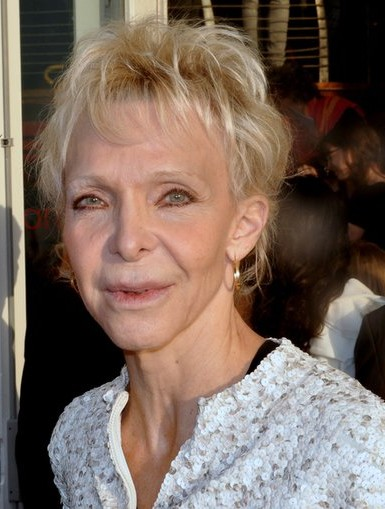
Tonie Marshall en 2011 au festival du film de Cabourg.

En 2018, Tonie Marshall rejoint le mouvement de lutte contre les violences faites aux femmes, la Fondation des femmes. Elle propose de porter symboliquement un ruban blanc lors de la cérémonie des César. Le 2 mars, nombre des participantes et des participants suivent cette invitation. Elle est membre du Collectif 50/50 qui a pour but de promouvoir l’égalité des femmes et des hommes et la diversité dans le cinéma et l’audiovisuel.

## Théâtre
- 1973 : Duos sur canapé de Marc Camoletti, mise en scène de l'auteur, tournées Karsenty-Herbert
- 1975 : Un jeu d'enfants de Martin Walser, mise en scène Maurice Attias, théâtre Moderne
- 1976 : Pour cent briques, t'as plus rien... de Didier Kaminka, mise en scène Henri Garcin, théâtre La Bruyère
- 1979 : Le père Noël est une ordure du Splendid, mise en scène Philippe Galland, Le Splendid : Zézette (en remplacement de Marie-Anne Chazel)
- 1979 : Essayez donc nos pédalos d’Alain Marcel, Festival Off d'Avignon, Cour des Miracles puis théâtre Fontaine (chorégraphie)
- 1983 : Batailles de Roland Topor, Jean-Michel Ribes, mise en scène Jean-Michel Ribes, théâtre de l'Athénée Louis-Jouvet
- 1987 : Crimes du cœur de Beth Henley, mise en scène François Bourgeat, La Pépinière-Théâtre
- 2008 : Batailles de Roland Topor, Jean-Michel Ribes, mise en scène Jean-Michel Ribes, théâtre du Rond-Point
- 2011 : L’Amour, la Mort, les Fringues de Delia et Nora Ephron, mise en scène Danièle Thompson, théâtre Marigny

## Filmographie

### Actrice

#### Cinéma
- 1972 : What a Flash! de Jean-Michel Barjol
- 1973 : L'Événement le plus important depuis que l'homme a marché sur la Lune de Jacques Demy : la présentatrice de Bobino
- 1973 : L'Oiseau rare de Jean-Claude Brialy : Mlle Boudard
- 1975 : Vous ne l'emporterez pas au paradis de François Dupont-Midy : Micheline alias Sandy
- 1976 : Mords pas, on t'aime d'Yves Allégret : l'institutrice
- 1979 : Rien ne va plus de Jean-Michel Ribes : l'infirmière / la jeune fille
- 1980 : Tout dépend des filles... de Pierre Fabre : Anna
- 1980 : Les Sous-doués de Claude Zidi : Mlle Jumaucourt
- 1981 : La Gueule du loup de Michel Léviant : la journaliste radio
- 1983 : Archipel des amours - segment Remue-ménage de Jacques Davila : Françoise
- 1984 : Paris vu par... 20 ans après - segment Rue du Bac de Frédéric Mitterrand : Claire
- 1986 : Beau temps mais orageux en fin de journée de Gérard Frot-Coutaz : Brigitte
- 1986 : Qui trop embrasse de Jacques Davila : Françoise
- 1987 : Cœurs croisés de Stéphanie de Mareuil : Ninie
- 1988 : Le Champignon des Carpathes de Jean-Claude Biette : Jenny
- 1990 : La Campagne de Cicéron de Jacques Davila : Nathalie
- 1992 : Chasse gardée de Jean-Claude Biette : Anne Bufières
- 1996 : Pour rire ! de Lucas Belvaux : Juliette
- 2008 : Musée haut, musée bas de Jean-Michel Ribes : Laurence
- 2011 : HH, Hitler à Hollywood de Frédéric Sojcher : elle-même

#### Télévision

##### Téléfilms
- 1971 : Un enfant dans la ville de Pierre Sisser
- 1975 : La Fleur de pois de Raymond Rouleau : Mimi d'Hayange
- 1976 : Le Cheval évanoui d'Alain Dhénaut : Priscilla Chesterfield
- 1977 : Au théâtre ce soir : Attends-moi pour commencer de Joyce Rayburn, adaptation Jean Marsan, mise en scène Michel Roux, réalisation Pierre Sabbagh, théâtre Édouard-VII : Rose
- 1980 : La Naissance du jour de Jacques Demy : la jeune femme
- 1983 : Elle voulait faire du cinéma de Caroline Huppert : la figurante
- 1984 : Batailles de Jean-Michel Ribes : divers rôles

##### Séries télévisées
- 1970 : Les Saintes Chéries de Jean Becker et Nicole de Buron, épisode Ève réussit : Bettina
- 1971 : Un mystère par jour , Meurtre à l'américaine (2.8) de Guy Jorré : Patricia Strafford
- 1975 : Une Suédoise à Paris, épisode 1 : Angela
- 1976 : Les Cinq Dernières Minutes, épisode Le Collier d'épingles de Claude Loursais : Coraline
- 1978 : Le Mutant de Bernard Toublanc-Michel, épisode 5 : Catherine
- 1980 : Cinéma 16, épisode Les Filles d'Adam d'Éric Le Hung : Florence
- 1980 : Les Roses de Dublin de Lazare Iglésis : Lise
- 1981 : Les Dossiers éclatés, épisode Le Jardin d'hiver d'Alain Boudet : Adèle Levaillant
- 1981 : Les Amours des années folles, épisode La Femme qui travaille de Marion Sarraut : Etiennette
- 1982-1984 : Merci Bernard de Jean-Michel Ribes : divers rôles
- 1986 : Le Tiroir secret de Danièle Thompson : Juliette Danremon
- 1988 : Palace de Jean-Michel Ribes : divers rôles

### Réalisatrice et scénariste

#### Cinéma
- 1989 : Pentimento
- 1994 : Pas très catholique
- 1994 : 3000 scénarios contre un virus, court métrage Avant… mais après
- 1996 : Enfants de salaud
- 1998 : Vénus Beauté (Institut)
- 2002 : Au plus près du paradis
- 2003 : France Boutique
- 2008 : Passe-passe
- 2014 : Tu veux ou tu veux pas
- 2017 : Numéro une

#### Télévision
- 2000 : Tontaine et Tonton (téléfilm)
- 2005 : Les Falbalas de Jean-Paul Gaultier (documentaire)
- 2005 : Vénus et Apollon, épisode Soin conjugal
- 2009 : X femmes, épisode Le Beau sexe

#### Doublage

##### Cinéma

###### Films
- 1999 : Eyes Wide Shut : Marion (Marie Richardson)

## Distinctions

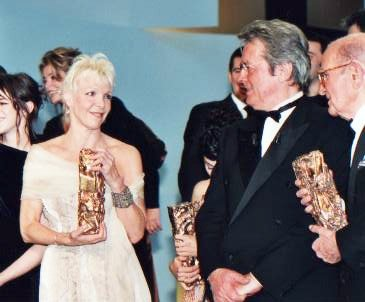
Tonie Marshall, Alain Delon et Georges Cravenne à la des César (2000).

### Récompenses
- Festival du film de Bergame 1994 : prix Rosa Camuna pour Pas très catholique
- Prix SACD 1994 de la révélation cinéma
- Festival du court métrage de Clermont-Ferrand 1995 : Mention spéciale du jury pour Avant… mais après
- Prix de l'aide à la création de la Fondation Gan pour le Cinéma 1995 pour Enfants de salaud
- Festival du film romantique de Cabourg : Cygne d'or pour Vénus Beauté (Institut)
- Césars 2000 : 
  - César du meilleur film pour Vénus Beauté (Institut)
  - César de la meilleure réalisation pour Vénus Beauté (Institut)
  - César du meilleur scénario original ou adaptation pour Vénus Beauté (Institut)

### Sélections
- Berlinale 1994 : compétition officielle pour Pas très catholique
- Mostra de Venise 2002 : compétition officielle pour Au plus près du paradis

## Anecdotes
- Tonie Marshall est la demi-sœur de l'acteur Mike Marshall (1944-2005), issu du premier mariage de son père avec l'actrice Michèle Morgan (1920-2016).